# Râul Cioltu
Râul Cioltu este un curs de apă, afluent al râului Barsău.